# Aechmea
Aechmea là một chi thực vật có hoa trong họ Bromeliaceae.

## Các loài
| - Aechmea abbreviata L.B. Smith - Aechmea aciculosa Mez & Sodiro - Aechmea aculeatosepala (Rauh & Barthlott) Leme - Aechmea alba Mez - Aechmea alegrensis W. Weber - Aechmea allenii L.B. Smith - Aechmea alopecurus Mez - Aechmea amicorum B.R. Silva & H. Luther - Aechmea amorimii Leme - Aechmea ampla L.B. Smith - Aechmea andersoniana Leme & H. Luther - Aechmea andersonii H. Luther & Leme - Aechmea angustifolia Poeppig & Endlicher - Aechmea anomala L.B. Smith - Aechmea apocalyptica Reitz - Aechmea aquilega (Salisbury) Grisebach - var. aquilega - forma alba Oliva-Esteve - Aechmea araneosa L.B. Smith - Aechmea arenaria (Ule) L.B. Smith & M.A. Spencer - Aechmea aripensis (N.E. Brown) Pittendrigh - Aechmea atrovittata Leme & J.A. Siqueira - Aechmea azurea L.B. Smith - Aechmea bahiana L.B. Smith - Aechmea bambusoides L.B. Smith & Reitz - Aechmea beeriana L.B. Smith & M.A. Spencer - Aechmea bicolor L.B. Smith - Aechmea biflora (L.B. Smith) L.B. Smith & M.A. Spencer - Aechmea blanchetiana (Baker) L.B. Smith - Aechmea blue tango Bullis, Patricia Elena Gomez - Aechmea blumenavii Reitz - var. alba Reitz - Aechmea bocainensis E. Pereira & Leme - Aechmea brachystachys (Harms) L.B. Smith & M.A. Spencer - Aechmea bracteata (Swartz) Grisebach - var. pacifica Beutelspacher - Aechmea brassicoides Baker - Aechmea brevicollis L.B. Smith - Aechmea bromeliifolia (Rudge) Baker - var. albobracteata Philcox - var. angustispica Philcox - Aechmea brueggeri Leme - Aechmea burle-marxii E. Pereira - Aechmea caesia E. Morren ex Baker - Aechmea callichroma R.W. Read & Baensch - Aechmea calyculata (E. Morren) Baker - var. variegata T. Strehl - Aechmea campanulata L.B. Smith - Aechmea canaliculata Leme & H. Luther - Aechmea candida E. Morren ex Baker - Aechmea capixabae L.B. Smith - Aechmea cariocae L.B. Smith - Aechmea carvalhoi E. Pereira & Leme - Aechmea castanea L.B. Smith - Aechmea castelnavii Baker - Aechmea catendensis J.A. Siqueira & Leme - Aechmea cathcartii C.F. Reed & R.W. Read - Aechmea caudata Lindman - var. caudata - forma albiflora W. Weber & Röth - var. variegata M.B. Foster - var. eipperi Reitz - Aechmea cephaloides J.A. Siqueira & Leme - Aechmea chantinii (Carrière) Baker - var. chantinii - forma amazonica (Ule) H. Luther - var. fuchsii H. Luther - Aechmea chlorophylla L.B. Smith - Aechmea chrysocoma Baker - Aechmea coelestis (K. Koch) E. Morren - var. albomarginata M.B. Foster - var. acutifolia E. Pereira - Aechmea colombiana (L.B. Smith) L.B. Smith & M.A. Spencer - Aechmea comata (Gaudichaud) Baker - var. makoyana (Mez) L.B. Smith - Aechmea confusa H. Luther - Aechmea conifera L.B. Smith - Aechmea contracta (Martius ex Schultes f.) Baker - Aechmea correia-araujoi E. Pereira & Moutinho - Aechmea corymbosa (Martius ex Schultes f.) Mez - Aechmea costantinii (Mez) L.B. Smith - Aechmea cucullata H. Luther - Aechmea cylindrata Lindman - Aechmea cymosopaniculata Baker - Aechmea dactylina Baker - Aechmea dealbata E. Morren ex Baker - Aechmea decurva Proctor - Aechmea depressa L.B. Smith - Aechmea dichlamydea Baker - var. pariaensis Pittendrigh - var. trinitensis L.B. Smith - Aechmea digitata L.B. Smith & R.W. Read - Aechmea discordiae Leme - Aechmea disjuncta (L.B. Smith) Leme & J.A. Siqueira - Aechmea distichantha Lemaire - var. distichantha - forma albiflora L.B. Smith - var. schlumbergeri E. Morren ex Mez - var. glaziovii (Baker) L.B. Smith - var. vernicosa E. Pereira - Aechmea downsiana Pittendrigh - Aechmea drakeana André - Aechmea echinata (Leme) Leme - Aechmea egleriana L.B. Smith - Aechmea emmerichiae Leme - Aechmea entringeri Leme - Aechmea eurycorymbus Harms - Aechmea farinosa (Regel) L.B. Smith - var. conglomerata (Baker) L.B. Smith - var. discolor (Beer) L.B. Smith - Aechmea fasciata (Lindley) Baker - var. purpurea (Guillon) Mez - var. flavivittata Reitz - var. pruinosa Reitz - Aechmea fendleri André ex Mez - Aechmea fernandae (E. Morren) Baker - Aechmea ferruginea L.B. Smith - Aechmea filicaulis (Grisebach) Mez - Aechmea flavorosea E. Pereira - Aechmea flemingii H. Luther - Aechmea floribunda Martius ex Schultes f. - Aechmea fosteriana L.B. Smith - var. rupicola Leme - Aechmea fraseri Baker - Aechmea frassyi Leme & J.A. Siqueira - Aechmea fraudulosa Mez - Aechmea froesii (L.B. Smith) Leme & J.A. Siqueira - Aechmea fuerstenbergii E. Morren & Wittmack - Aechmea fulgens Brongniart - var. discolor (C. Morren) Brongniart - Aechmea galeottii Baker - Aechmea gamosepala Wittmack - var. nivea Reitz - Aechmea geminiflora (Harms) L.B. Smith & M.A. Spencer - Aechmea germinyana (Carrière) Baker - Aechmea gigantea Baker - Aechmea glandulosa Leme - Aechmea gracilis Lindman - Aechmea grazielae Martinelli & Leme - Aechmea guainumbiorum J.A. Siqueira & Leme - Aechmea guaratubensis E. Pereira - Aechmea gurkeniana E. Pereira & Moutinho - Aechmea gustavoi J.A. Siqueira & Leme - Aechmea haltonii H. Luther - Aechmea hoppii (Harms) L.B. Smith - Aechmea huebneri Harms - Aechmea iguana Wittmack - Aechmea incompta Leme & H. Luther - Aechmea involucrata André - Aechmea joannis T. Strehl - var. alvipetala T. Strehl - Aechmea kentii (H. Luther) L.B. Smith & M.A. Spencer - Aechmea kertesziae Reitz - var. viridiaurata Reitz - Aechmea kleinii Reitz - Aechmea koesteri Manzanares - Aechmea kuntzeana Mez - Aechmea lactifera Leme & J.A. Siqueira - Aechmea laevigata Leme - Aechmea lamarchei Mez - Aechmea lanata (L.B. Smith) L.B. Smith & M.A. Spencer - Aechmea ×lanjouwii (L.B. Smith) Gouda & Moonen | - Aechmea lasseri L.B. Smith - Aechmea latifolia (Willdenow ex Schultes f.) Klotzsch ex Baker - Aechmea leonard-kentiana H. Luther & Leme - Aechmea leptantha (Harms) Leme & J.A. Siqueira - Aechmea leucolepis L.B. Smith - Aechmea lingulata (Linnaeus) Baker - Aechmea lingulatoides Leme & H. Luther - Aechmea linharesiorum Leme - Aechmea longicuspis Baker - Aechmea longifolia (Rudge) L.B. Smith & M.A. Spencer - Aechmea lueddemanniana (K. Koch) Mez in Engler - Aechmea lugoi (Gilmartin & H. Luther) L.B. Smith & M.A. Spencer - Aechmea lymanii W. Weber - Aechmea maasii Gouda & W. Till - Aechmea macrochlamys L.B. Smith - Aechmea maculata L.B. Smith - Aechmea magdalenae (André) André ex Baker - var. quadricolor M.B. Foster - Aechmea manzanaresiana H. Luther - Aechmea marauensis Leme - Aechmea marginalis Leme & J.A. Siqueira - Aechmea mariae-reginae H. Wendland - Aechmea melinonii Hooker - Aechmea mertensii (G. Meyer) Schultes f. - Aechmea mexicana Baker - Aechmea microcephala E. Pereira & Leme - Aechmea milsteiniana L.B. Smith & R.W. Read - Aechmea miniata (Beer) hortus ex Baker - var. discolor (Beer) Beer - Aechmea mira Leme & H. Luther - Aechmea mollis L.B. Smith - Aechmea moonenii Gouda - Aechmea moorei H. Luther - Aechmea mulfordii L.B. Smith - Aechmea multiflora L.B. Smith - Aechmea murcae (L.B. Smith) L.B. Smith & M.A. Spencer - Aechmea muricata (Arruda) L.B. Smith - Aechmea mutica L.B. Smith - Aechmea nallyi L.B. Smith - Aechmea napoensis L.B. Smith & M.A. Spencer - Aechmea nidularioides L.B. Smith - Aechmea nivea L.B. Smith - Aechmea nudicaulis (Linnaeus) Grisebach - var. cuspidata Baker - forma tabuleirensis (Reitz) Reitz - var. aureorosea (Antoine) L.B. Smith - var. aequalis L.B. Smith & Reitz - var. flavomarginata E. Pereira - var. simulans E. Pereira - var. plurifolia E. Pereira - var. capitata Reitz - var. nordestina J.A. Siqueira & Leme - Aechmea organensis Wawra - Aechmea orlandiana L.B. Smith - ssp. belloi E. Pereira & Leme - Aechmea ornata Baker - var. hoehneana L.B. Smith - var. nationalis Reitz - Aechmea pabstii E. Pereira & Moutinho - Aechmea pallida L.B. Smith - Aechmea paniculata Ruiz & Pavón - Aechmea paniculigera (Swartz) Grisebach - Aechmea paradoxa (Leme) Leme - Aechmea patentissima (Martius ex Schultes & Schultes f.) Baker - Aechmea patriciae H. Luther - Aechmea pectinata Baker - Aechmea pedicellata Leme & H. Luther - Aechmea penduliflora André - Aechmea perforata L.B. Smith - Aechmea pernambucentris J.A. Siqueira & Leme - Aechmea phanerophlebia Baker - Aechmea pimenti-velosoi Reitz - var. glabra Reitz - Aechmea pineliana (Brongniart ex Planchon) Baker - var. minuta M.B. Foster - Aechmea pittieri Mez - Aechmea podantha L.B. Smith - Aechmea poitaei (Baker) L.B. Smith & M.A. Spencer - Aechmea politii L.B. Smith - Aechmea polyantha E. Pereira & Reitz - Aechmea prancei L.B. Smith - Aechmea prava E. Pereira - Aechmea pseudonudicaulis Leme - Aechmea pubescens Baker - Aechmea purpureorosea (Hooker) Wawra - Aechmea pyramidalis Bentham - Aechmea racinae L.B. Smith - var. tubiformis E. Pereira - var. erecta L.B. Smith - Aechmea ramosa Martius ex Schultes f. - var. festiva L.B. Smith - Aechmea ramusculosa Leme - Aechmea reclinata C. Sastre & R. Brithmer - Aechmea recurvata (Klotzsch) L.B. Smith - var. ortgiesii (Baker) Reitz - var. benrathii (Mez) Reitz - var. albobracteata T. Strehl - Aechmea retusa L.B. Smith - Aechmea roberto-anselmoi E. Pereira & Leme - Aechmea roberto-seidelii E. Pereira - Aechmea rodriguesiana (L.B. Smith) L.B. Smith - Aechmea roeseliae H. Luther - Aechmea romeroi L.B. Smith - Aechmea rubens (L.B. Smith) L.B. Smith - Aechmea rubiginosa Mez - Aechmea rubrolilacina Leme - Aechmea saxicola L.B. Smith - Aechmea seideliana W. Weber - Aechmea seidelii (Leme) L.B. Smith & M.A. Spencer - Aechmea serragrandensis Leme & J.A. Siqueira - Aechmea serrata (Linnaeus) Mez - Aechmea servitensis André - var. exigua L.B. Smith - Aechmea setigera Martius ex Schultes f. - Aechmea smithiorum Mez - var. longistipitata E. Gross - Aechmea spectabilis Brongniart ex Houllet - Aechmea sphaerocephala Baker - Aechmea squarrosa Baker - Aechmea stenosepala L.B. Smith - Aechmea streptocalycoides Philcox - Aechmea strobilacea L.B. Smith - Aechmea strobilina (Beurling) L.B. Smith & R.W. Read - Aechmea subpetiolata L.B. Smith - Aechmea sucreana Martinelli & C. Vieira - Aechmea sulbahianensis Leme, Amorim & J.A. Siqueira - Aechmea tayoensis Gilmartin - Aechmea tentaculifera Leme, Amorim & J.A. Siqueira - Aechmea tessmannii Harms - Aechmea tillandsioides (Martius ex Schultes f.) Baker - Aechmea tocantina Baker - Aechmea tomentosa Mez - Aechmea tonduzii Mez & Pittier ex Mez - Aechmea triangularis L.B. Smith - Aechmea triticina Mez - Aechmea turbinocalyx Mez - Aechmea vanhoutteana (Van Houtte) Mez - Aechmea vasquezii H. Luther - Aechmea veitchii Baker - Aechmea victoriana L.B. Smith - var. discolor M.B. Foster - Aechmea viridostigma Leme & H. Luther - Aechmea warasii E. Pereira - var. discolor E. Pereira - var. intermedia (E. Pereira) E. Pereira & Leme - Aechmea weberbaueri Harms - Aechmea weberi (E. Pereira & Leme) Leme - Aechmea weilbachii Didrichsen - var. weilbachii - forma pendula Reitz - forma leodiensis (André) E. Pereira & Leme - forma viridisepala E. Pereira & Leme - var. albipetala Leme & A. Costa - Aechmea werdermannii Harms - Aechmea williamsii (L.B. Smith) L.B. Smith & M.A. Spencer - Aechmea winkleri Reitz - Aechmea wittmackiana (Regel) Mez - Aechmea woronowii Harms - Aechmea wuelfinghoffii E. Gross - Aechmea zebrina L.B. Smith |

## Hình ảnh

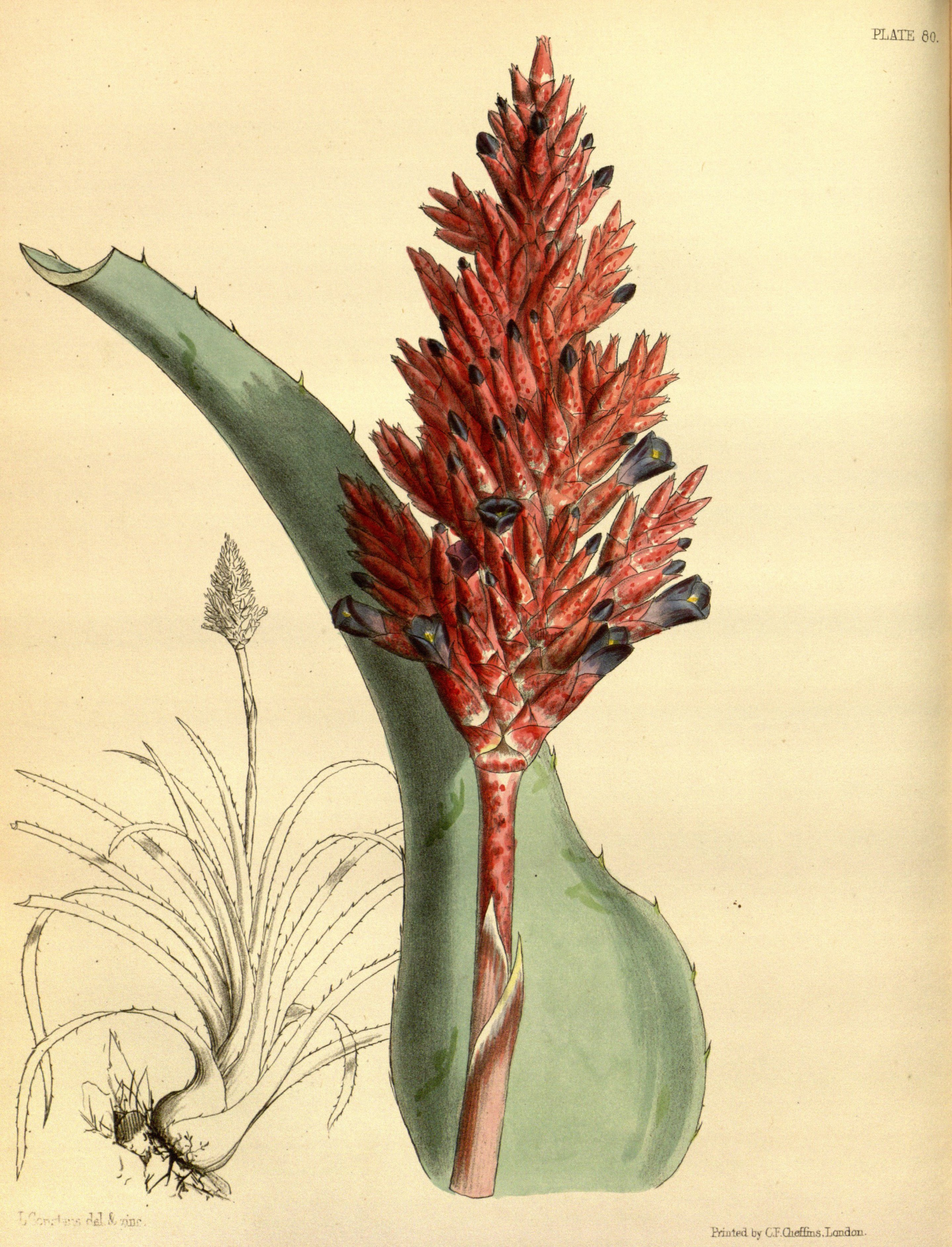
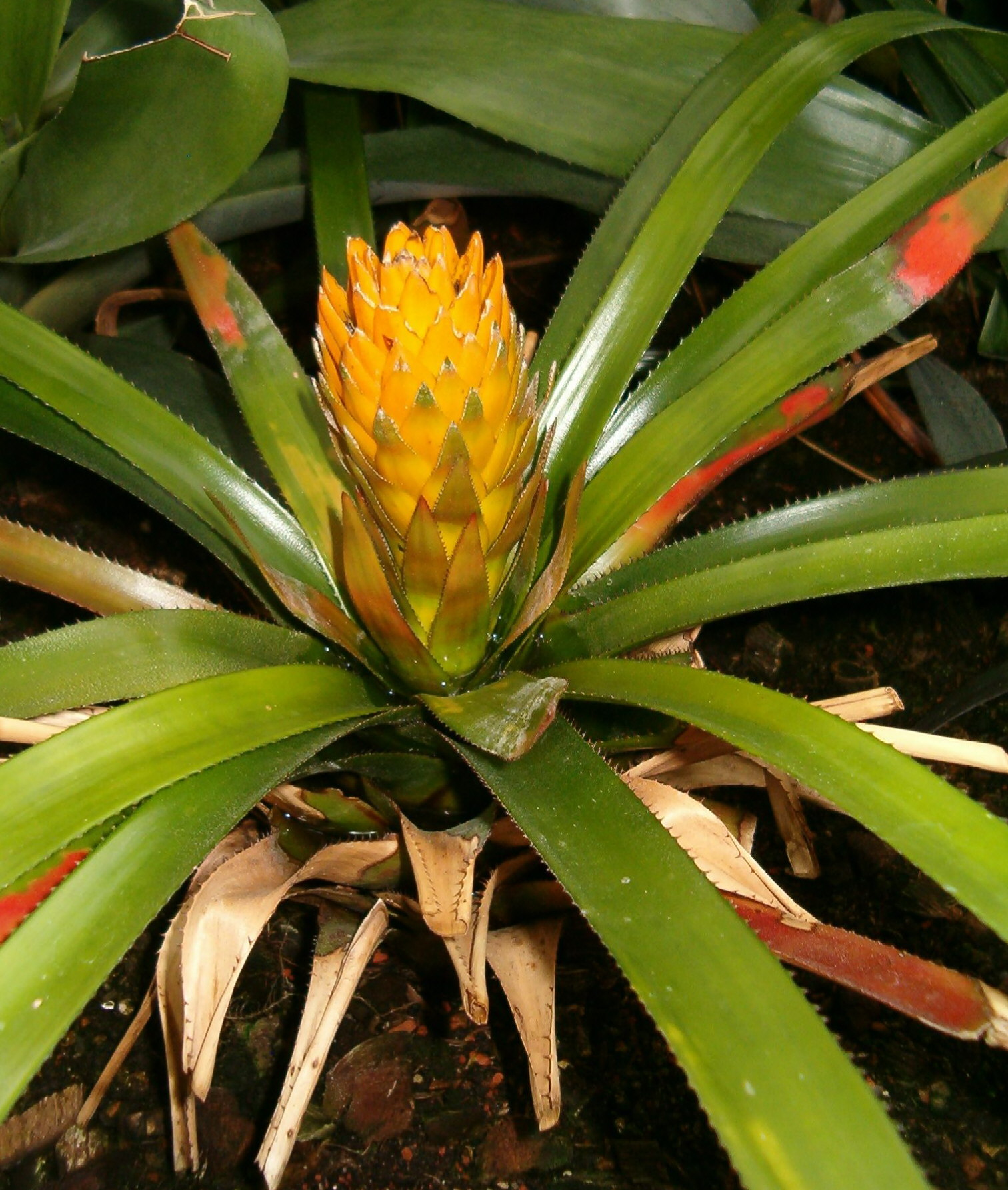
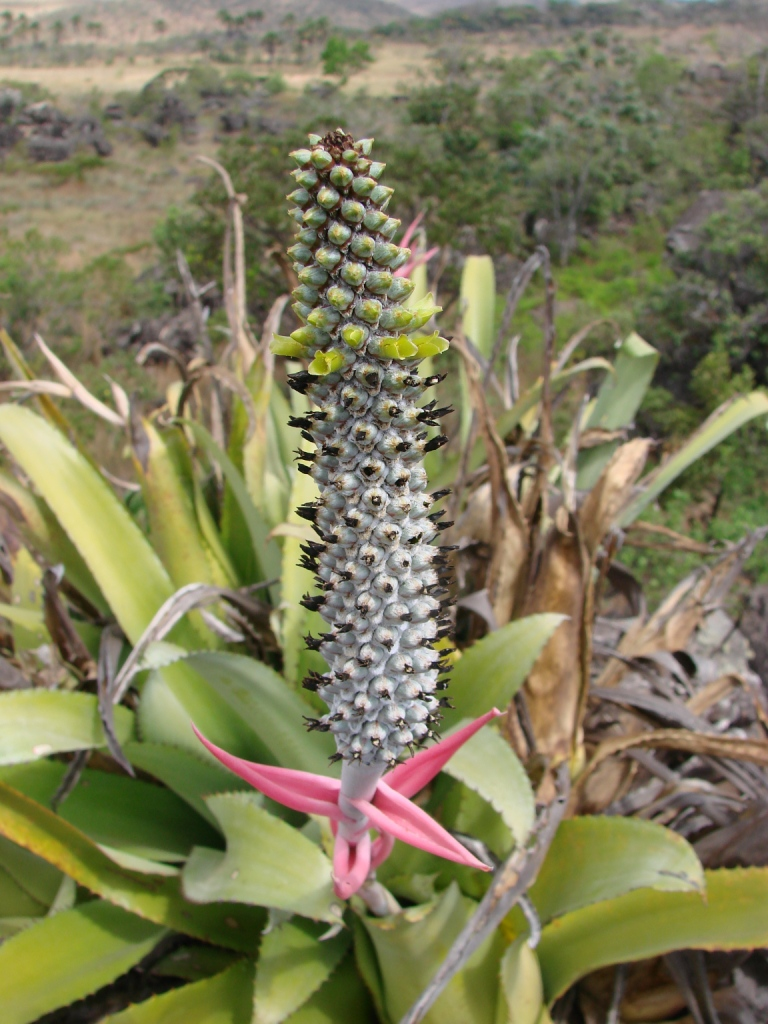
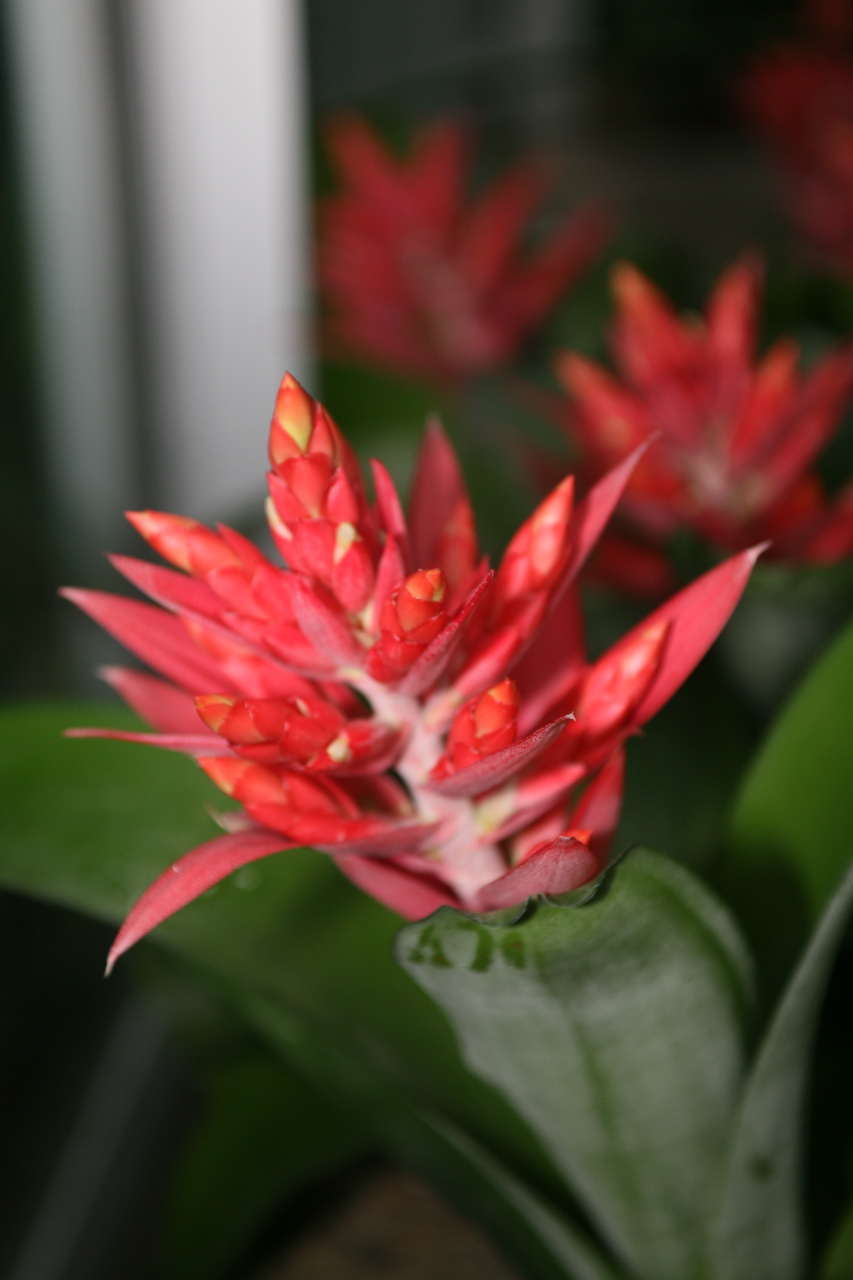